# 乱卷云
乱卷云（学名：Cirrus intortus，缩写： Ci in  )，是卷云的一个变种。乱卷云的云丝弯曲得相当地无序，看上去以不规则的方式相互缠绕在一起。乱卷云是卷云特有的变种。